# Campionati europei under 23 di lotta 2018
I campionati europei di under 23 lotta 2018 si sono svolti presso il Bagcilar Spor Kompleksi di Istanbul, in Turchia, dal 4 al 10 giugno 2018. Sono stati la 4ª edizione della manifestazione continentale per lottatore di età inferiore ai 23 anni. Si sono svolti 30 tornei di cui 10 di lotta greco-romana e 20 di lotta libera, 10 femminile e 10 maschile.

## Podi

### Uomini

#### Lotta libera
| Evento | Oro                  | Argento           | Bronzo               |
| 57 kg  | Ibragim Ilyasov      | Afgan Khashalov   | Taras Markovych      |
| 57 kg  | Ibragim Ilyasov      | Afgan Khashalov   | Georgios Pilidis     |
| 61 kg  | Magomedrasul Idrisov | Vitalie Bunici    | Teimuraz Vanishvili  |
| 61 kg  | Magomedrasul Idrisov | Vitalie Bunici    | Ertuğrul Kahveci     |
| 65 kg  | Nachyn Kuular        | Anvarbek Dalgatov | Ilman Mukhtarov      |
| 65 kg  | Nachyn Kuular        | Anvarbek Dalgatov | Andrii Svyryd        |
| 70 kg  | Oleksii Boruta       | Enes Uslu         | Gevorg Mkheyan       |
| 70 kg  | Oleksii Boruta       | Enes Uslu         | Giorgi Sulava        |
| 74 kg  | Zaurbek Sidakov      | Akhsarbek Gulaev  | Alberts Jurcenko     |
| 74 kg  | Zaurbek Sidakov      | Akhsarbek Gulaev  | Avtandil Kentchadze  |
| 79 kg  | Radik Valiev         | Johnny Bur        | Nika Kentchadze      |
| 79 kg  | Radik Valiev         | Johnny Bur        | Murad Süleymanov     |
| 86 kg  | Arsen-Ali Musalaliev | Arif Özen         | Hovhannes Mkhitaryan |
| 86 kg  | Arsen-Ali Musalaliev | Arif Özen         | Raman Chytadze       |
| 92 kg  | Shamil Zubairov      | Irakli Mtsituri   | Semih Yazıcı         |
| 92 kg  | Shamil Zubairov      | Irakli Mtsituri   | Batyrbek Tsakulov    |
| 97 kg  | Dzianis Khramiankou  | Rasul Magomedov   | Givi Mach'arashvili  |
| 97 kg  | Dzianis Khramiankou  | Rasul Magomedov   | Erik Thiele          |
| 125 kg | Kamil Kościółek      | Khasan Khubaev    | Hüseyin Civelek      |
| 125 kg | Kamil Kościółek      | Khasan Khubaev    | Jere Heino           |

#### Lotta greco-romana
| Evento | Oro                | Argento             | Bronzo               |
| 55 kg  | Nugzari Tsurtsumia | Ekrem Öztürk        | Norayr Hakhoyan      |
| 55 kg  | Nugzari Tsurtsumia | Ekrem Öztürk        | Florin Tița          |
| 60 kg  | Kerem Kamal        | Artur Petrosyan     | Dato Chkhartishvili  |
| 60 kg  | Kerem Kamal        | Artur Petrosyan     | Murad Mammadov       |
| 63 kg  | Mihai Mihuț        | Alexandru Biciu     | Leri Abuladze        |
| 63 kg  | Mihai Mihuț        | Alexandru Biciu     | Slavik Galstyan      |
| 67 kg  | Alen Mirzoian      | Ottó Losonczi       | Morten Thoresen      |
| 67 kg  | Alen Mirzoian      | Ottó Losonczi       | Roman Pacurkowski    |
| 72 kg  | Ramaz Zoidze       | Cengiz Arslan       | Arman Baghdasaryan   |
| 72 kg  | Ramaz Zoidze       | Cengiz Arslan       | Narek Oganian        |
| 77 kg  | Rajbek Bisultanov  | Ismail Saidkhasanov | Elmar Nuraliev       |
| 77 kg  | Rajbek Bisultanov  | Ismail Saidkhasanov | Fatih Cengiz         |
| 82 kg  | Vaag Margarian     | Yaroslav Filchakov  | Burhan Akbudak       |
| 82 kg  | Vaag Margarian     | Yaroslav Filchakov  | Eltun Vazirzade      |
| 87 kg  | Islam Abbasov      | Ivan Huklek         | Gazi Khalilov        |
| 87 kg  | Islam Abbasov      | Ivan Huklek         | Martynas Nemsevičius |
| 97 kg  | Aleksandr Golovin  | Vladen Kozliuk      | Süleyman Erbay       |
| 97 kg  | Aleksandr Golovin  | Vladen Kozliuk      | Arvi Savolainen      |
| 130 kg | Zviadi Pataridze   | Osman Yıldırım      | Oskar Marvik         |
| 130 kg | Zviadi Pataridze   | Osman Yıldırım      | Ferenc Almási        |

### Donne

#### Lotta libera
| Evento | Oro                 | Argento                 | Bronzo             |
| 50 kg  | Oksana Livach       | Evin Demirhan           | Kseniya Stankevich |
| 50 kg  | Oksana Livach       | Evin Demirhan           | Ellen Riesterer    |
| 53 kg  | Zeynep Yetgil       | Katsiaryna Pichkouskaya | Silje Kippernes    |
| 53 kg  | Zeynep Yetgil       | Katsiaryna Pichkouskaya | Hilary Honorine    |
| 55 kg  | Nina Menkenova      | Elena Brugger           | Elif Yanık         |
| 55 kg  | Nina Menkenova      | Elena Brugger           | Ramóna Galambos    |
| 57 kg  | Alexandra Andreeva  | Alina Akobiia           | Viktória Vilhelm   |
| 59 kg  | Bilyana Dudova      | Anastasia Nichita       | Elin Nilsson       |
| 59 kg  | Bilyana Dudova      | Anastasia Nichita       | Ołena Kremzer      |
| 62 kg  | Ilona Prokopevniuk  | Tatiana Smoliak         | Kathrin Mathis     |
| 62 kg  | Ilona Prokopevniuk  | Tatiana Smoliak         | Kriszta Incze      |
| 65 kg  | Maria Kuznetsova    | Sofiya Georgieva        | Aslı Tuğcu         |
| 68 kg  | Buse Tosun          | Khanum Velieva          | Alla Belinska      |
| 72 kg  | Koumba Larroque     | Anastasiya Zimiankova   | Enrica Rinaldi     |
| 72 kg  | Koumba Larroque     | Anastasiya Zimiankova   | Alexandra Anghel   |
| 76 kg  | Anastasiia Shustova | Kristina Shumova        | Iselin Solheim     |
| 76 kg  | Anastasiia Shustova | Kristina Shumova        | Cătălina Axente    |

## Classifica squadre
| Pos. | Lotta libera maschile | Lotta libera maschile | Lotta greco-romana | Lotta greco-romana | Lotta libera femminile | Lotta libera femminile |
| Pos. | Squadra               | Punti                 | Squadra            | Punti              | Squadra                | Punti                  |
| ---- | --------------------- | --------------------- | ------------------ | ------------------ | ---------------------- | ---------------------- |
| 1    | Russia                | 215                   | Russia             | 161                | Russia                 | 161                    |
| 2    | Turchia               | 125                   | Turchia            | 142                | Ucraina                | 151                    |
| 3    | Georgia               | 119                   | Georgia            | 121                | Turchia                | 123                    |
| 4    | Ucraina               | 109                   | Ungheria           | 95                 | Bielorussia            | 108                    |
| 5    | Azerbaigian           | 102                   | Ucraina            | 89                 | Bulgaria               | 67                     |